# Raoul Wallenberg Institute
Raoul Wallenberg Institute (Raoul Wallenberg Institute of Human Rights and Humanitarian Law) är ett institut för folkrätt, mänskliga rättigheter och humanitärt bistånd vid Lunds universitet. Institutet är uppkallat efter den svenske diplomaten Raoul Wallenberg som under andra världskriget räddade tusentals judar undan nazismen. Raoul Wallenberg Institute kombinerar forskning inom mänskliga rättigheter i kombination med direkt engagemang i samarbete med lokala partners i över 40 länder. Varje år anordnar även institutet The Swedish Human Rights Film Festival.

## Ledning
Ordförande i styrelsen är sedan 2016 Elisabet Fura.
Morten Kjaerum var direktör 2015-2023. Peter Lundberg tillträdde som direktör den 1 februari 2024.